# Graphis perrierae
Graphis perrierae is een slakkensoort uit de familie van de Tofanellidae. De wetenschappelijke naam van de soort is voor het eerst geldig gepubliceerd in 2003 door Barros, Lima Silva Mello, Barros, Lima, Do Carmo Ferrão Santos, Cabral & Padovan.